# 真夜中のシャドーボーイ
「真夜中のシャドーボーイ」（まよなかのシャドーボーイ）は、日本の男性アイドルグループ、Hey! Say! JUMPの4thシングルである。2008年10月22日にジェイ・ストームから発売。

## 概要
- 前作から3か月ぶりのリリース。

- 本作発売後、Hey! Say! JUMPにとって、シングル作品は2010年2月24日発売の「瞳のスクリーン」まで皆無となった。

## 記録
- オリコンチャートで初登場1位を獲得し、4作連続で1位となった。初代売上はデビューシングル「Ultra Music Power」以来の20万枚越えとなった。

## 収録曲

### CD
※「Deep night 君思う」以降、通常盤のみ収録。
1. 真夜中のシャドーボーイ
作詞：ma-saya、作曲：馬飼野康二、編曲：馬飼野康二、石塚知生
  - 山田涼介・知念侑李・中島裕翔・有岡大貴主演 日本テレビ系ドラマ『スクラップ・ティーチャー〜教師再生〜』主題歌
2. スクール革命
作詞：薮宏太、作曲・編曲：BOUNCEBACK
  - 日本テレビ系『突然ティーチャーQ!』主題歌
3. Deep night 君思う
作詞：ナシル、作曲：zero-rock、編曲：AKIRA
4. 真夜中のシャドーボーイ (オリジナル・カラオケ)
5. スクール革命 (オリジナル・カラオケ)
6. Deep night 君思う (オリジナル・カラオケ)

### DVD
※初回限定盤のみ
1. 真夜中のシャドーボーイ（ビデオ・クリップ+メイキング）